# ویتهیل، همپشر
latitudeویتهیل، همپشرlongitudeویتهیل، همپشر
ویتهیل، همپشر (به انگلیسی: Whitehill, Hampshire) یک روستا در بریتانیا است که در انگلستان واقع شده‌است.